# 郭子儀

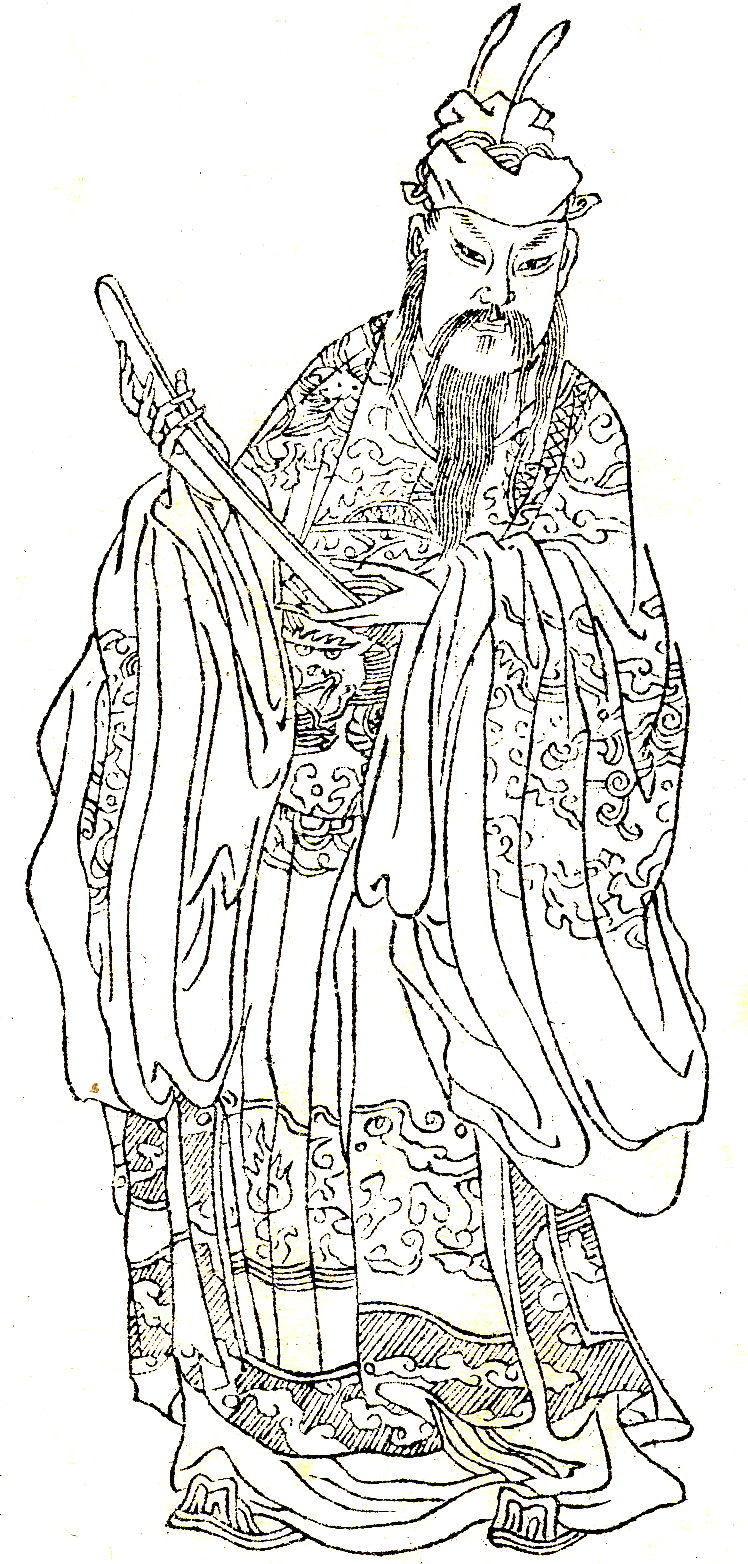
郭子儀・『晩笑堂竹荘畫傳』より

郭 子儀（かく しぎ、神功元年（697年） - 建中2年6月14日（781年7月9日））は、中国の唐朝に仕えた軍人・政治家。玄宗・粛宗・代宗・徳宗の4代に仕えた。安史の乱で大功を立て、以後よく異民族の侵入を防いだ。盛唐・中唐期を代表する名将。憲宗（在位805年 - 820年）の皇后郭氏は郭子儀の六男の郭曖の娘である。

## 出自
華州鄭県（現在の陝西省渭南市華州区）の人。字は諱に同じ。諡は忠武。後晋の劉昫の撰した『旧唐書』（以下「旧書」という）に「子儀 長六尺餘」とあり、北宋の欧陽脩の撰した 『新唐書』（以下「新書」という）には「長七尺二寸」と見える。唐尺は約31.1cm、宋尺は約30.72cmであるから、旧書の「六尺餘」を唐尺で計算しても、身長190cmほどの偉丈夫であった。旧書によると、父の郭敬之は綏州・渭州・桂州・寿州・泗州の刺史を歴任したと言う。これは必ずしも低い身分ではなく、新書・百官志四下によると、「上州」刺史は「従三品」に当たり、また渭州・寿州などには中都督府が置かれ、中都督は「正三品」であった。府兵制が崩れる以前においては、都督・刺史の官は地方職（外官）としては高官であったと言える。

## 武官としての仕官から節度使へ昇りつめるまで
史書をひもといても、出生はもちろん幼少年期から青壮年期に至るまで、その来歴はほとんど記録に残されていない。地方長官の子息であったが、早くに父を喪ったのか、「蔭官」（父祖の功によって官職に就くこと）によって政界入りを果たした形跡はなく、武挙（官僚を選ぶ科挙と同じく武官を選ぶ試験）において優秀と認められて仕官を果たすが（新書・本伝「武挙の異等なるを以て左衛長史に補さる」および徐松 撰/孟二冬 補正『登科記考補正』巻27）、その後、単于副都護・振武軍使に累進していったのは、おそらく中年期以降のことであろうと推測されるだけである。
唐代のみならず中国史上の大人物であり、後世画題として珍重されるほど有名人となるが、このように典型的な晩成型の人物であった。史書によると、玄宗の天宝8年（749年）に木剌山に横塞軍と安北都護府を設置した際、横塞軍使に命じられているのが、年号の確認できる最も早い時期の経歴であり、ときに既に53歳であった。李吉甫撰『元和郡県図志』巻4・天徳軍の条によると、「天宝八年、張斉丘 又た西可敦城に横塞軍を置き、又た中受降城より横塞軍を移して理む」と見え、呉廷燮撰『唐方鎮年表』（以下「年表」という）巻1によると、翌天宝9年まで節度使であった張斉丘の配下にあったようである。
その後、新たに節度使として赴任した安思順・李林甫らに仕え、天宝13年（754年）には、先年に設置した横塞軍の在所の地形が悪く耕作に向かず、人口も少なかったことから、新たに永清柵の北側に築城して横塞軍と安北都護府とを移し、横塞軍は天徳軍と改称された。この功により、子儀はあらためて天徳軍使となって九原郡太守を兼ね、朔方節度右兵馬使に命じられる（以上、新旧書）。くしくもこのときの上司の節度使の安思順は安禄山の従兄（安禄山の養父の安延偃は安思順の伯父）であった（年表および姚汝能撰『安禄山事迹』上巻）。
翌天宝14年11月に安禄山が反する。安思順は以前から安禄山の叛心を進言しており、死罪をこそ免れたが（新書・哥舒翰伝「始め、安思順 禄山の必ず反せるを度り、嘗て帝が為に言はば、坐せざるを得」）、中央に戻される。後任として右兵馬使であった子儀が朔方節度使に昇格し、さらに衛尉卿（五監の一、衛尉寺の長官。従三品）に任ぜられ、霊武郡太守を兼務し、朔方郡の兵馬を率いて安禄山討伐に向うよう詔が下された。一大事出来の情勢であったとはいえ、破格の出世であった。

## 再三、唐の国難を救う
粛宗の時、安史の乱を平らげて国難を救う功を挙げ、衛尉卿・霊武郡太守・朔方節度使・関内河東副元帥に任ぜられ、汾陽王に封ぜられた。
764年、前述の安史の乱の際に賊軍征伐をともに行った僕固懐恩が宦官との対立から叛乱を起こし、太原に進攻したのを撃退した。
765年、吐蕃・ウイグルの叛乱を平定し、徳宗より尚父の号を賜り、大尉・中書令に昇進した。

## 評価など
「中書令考二十四」を著す。
安史の乱を平定して同じく平定戦で活躍した李光弼と名を斉しくし、世に「李郭」と尊称された。寛厚な人柄で人間性に優れ、皇帝から唐の国民、国外の遊牧民、庶民にいたるまですべての人々に敬愛されたという。また、外征からの帰還の際には皇帝が自ら出迎えるなど、特別な待遇を受けていたことが史料からわかる。
旧唐書の伝には、
「権は天下を傾けるも朝（廷）は忌まず。功は一代を蓋いたるも主は疑わず。侈（贅沢）は人欲を窮（きわ）めたるも君子之を罪とせず。」
という最大級の賛辞が記されている。
郭令公と呼ばれ、ウイグル人などの異民族からも畏敬の念を持って遇せられた。
史書に言う。「子儀は勲徳並びに高く、司徒・中書令・汾陽王と為り、関内・河東の副元帥を以って河中或は邠州に鎮す。代宗を礼重し、讒間行われず。朝政に預からずと雖も、夷夏皆其の威名に服す。唐室其の身を以って安危と為すこと殆ど三十年なり。徳宗尊んで尚父と為す。建中二年卒す。八子七壻皆顕れ、将佐の名臣たる者甚だ衆し。」（支那通史）
墓所は中華人民共和国陝西省咸陽市礼泉県にある。

## 関係者

### 李白
「郭子儀は若年のころに、李白に命を救われたことがあったという。李白は安史の乱では粛宗の弟の永王李璘に従ったが、永王が叛いたためにその臣下であった李白もまた囚われの身となり、罪に服すこととなったが、郭子儀は李白の無罪を説いて李白の助命を請うた。そのため、死罪から流罪に軽減された」という伝説は、裴敬による李白の墓碑に記載があり、そこから旧唐書・新唐書にも記載がなされたものの、後世の考証によりそのような事実はなかったと考えられている。

### 李光弼
郭子儀の後進の武将。元々、郭子儀の属官であった。李光弼は自己の能力に自信を持っていたので上官である郭子儀に対しても直言をして憚らなかった。郭子儀が李光弼の献策を採用しなかったので、李光弼は郭子儀を無能な上官であると思っていた。
実は、郭子儀は李光弼の才能を高く評価しており、その献策の妥当性も理解していたものの、ここでたやすく献策が用いられると、自尊心の強い李光弼が慢心し、さらなる能力開発を軽んじるであろうことを推測し、敢えて献策を採用していなかったのであった。
安禄山の叛乱が起こると、郭子儀は上奏して李光弼を一軍の将とするように進言した。それを知った李光弼は自身の不明を郭子儀に詫びて、ともに乱の鎮圧に全身全霊を傾けることを約した。世の人はこの2人を「李郭」と併称して名将ぶりを讃えた。

## 子孫
- 郭曜 - 郭子儀の子。
  - 郭鋒 - 郭曜の子。
- 郭晞 - 郭子儀の子。
- 郭曖 - 郭子儀の六男。妻は代宗の娘。四字熟語「不痴不聾」の逸話の登場人物。「二人がけんかした際、曖が『父親が天子だからと威張るな。俺の親父はいつでも天子になれた。天子など頼まれてもならないわい』と言ったことを、妻は怒って代宗に告げたが、代宗は取り合わなかった。郭子儀は郭曖を連れて代宗に処罰を願い出たが、『《痴ならず聾ならざれば、家翁とならず》と言うではないか。夫婦喧嘩などほうっておけ』ととがめなかった。（典拠『資治通鑑』巻224）」という逸話が残っている。代宗の心の中には、唐が復興できたのは郭子儀のおかげであるという意識があったからである。郭子儀は代宗の沙汰に恐縮しつつ感謝したが、同時に郭曖の迂闊な発言には激怒し、拳を振るって殴り、叱ったという。

- 懿安郭皇后（? - 848年） - 郭曖の娘。夫は憲宗李純。穆宗李恒の母。

- 郭崇韜（? - 926年） - 字は安時。代州雁門郡の人。郭子儀の後裔と称した。李克用・李存勗父子に仕えて中門使に至った。李存勗が皇帝となり後唐を建国した際には、兵部尚書・枢密使となるなど重用された。後梁を滅ぼすと、論功第一に挙げられ、侍中・成徳軍節度使となった。位は人臣を極めた。権勢を奪われるのをおそれて、魏国夫人劉氏を皇后に立てるよう密奏した。「時務利害二十五条」を説いて、宦官を排斥した。同光三年（925年）、魏王李継岌（李存勗の長子）に従って蜀を攻め、東北面行営都招討使をつとめて、そのまま蜀を平定した。滅ぼした蜀の財宝を荘宗に護送する手配であったが、度重なる騒動のために手配が滞ってしまった。そのために李継岌の猜疑を受けて、また、同時に宦官に誣告されたため、それを信じた李存勗は激怒して宦官馬彦珪を成都に派遣し、郭崇韜・郭廷誨の父子を斬首に処した。政戦両略の才あり、王佐の才ありといわれ、郭子儀の再来といわれたが、最期は異なった。

- 廣澤尊王（922年2月22日 - ?） - 本名は郭洪福または、郭乾。民間宗教の創始者。

- 郭侃（? - 1277年） - モンゴル帝国前期の漢人将軍。西方遠征に従軍し、マムルーク朝のムザッファル・クトゥズより「東天将軍、神人也」と称えられたという逸話で知られる名将。祖父の郭宝玉・父の郭徳海は金朝を見限りチンギス・カンに仕えた人物であった。第4代皇帝モンケの時代に1252年からのフレグの西征に参加し、アラムートの攻略、1258年のバグダード攻略戦で抜群の功績を挙げた。バグダードの戦いでは逃走をしたアッバース朝のカリフをチグリス川で捕らえるなどの武功に恵まれた。前近代で史書に名の残る中国人の中では最も西まで遠征した将軍であるといえる。

- 汾陽理心（? - 寛永16年（1639年）4月9日） - 本名は郭国安、字は光禹。明人であったが、永禄2年（1559年）に倭寇に捕らえられ薩摩国へ連行された後に島津義久に仕える。文禄・慶長の役の際は島津義弘の元で通事役などを務めた。日本へ帰化する際、郭子儀が汾陽王であったことから汾陽姓を称する（"かわみなみ"と読むが由来は不詳）[2]。

## 伝説

### 七夕伝説との関係
『太平広記』（李昉 等編）巻19に『神仙感遇伝』を引いて、次のような説話を載せている。
子儀は代宗の大暦年間の初め、河中に陣を布いていたとき重い病気に罹った。三軍はそのことを大変憂慮し、また万一陣没するようなことがあってはと恐れた。それを聞いた子儀は、医者と幕僚であった王延昌・趙恵伯・厳郢らを呼んで言った。「これしきの病、屁でもないわい。ワシは決してこんなところでは死なぬぞ」と。そして、こんなことを語り出した。
武官として朔方の索漠の地に従軍していた青年時代のこと、食事を終えて、銀州へ向う手前十数里のところで日が暮れてしまい、風で砂埃が舞い上がり、荷物の所在も判らなくなってしまった。這々の体で路傍の廃屋に逃れ、一夜を明かすことにした。すっかり夜が更けたとき、突然周囲が赤い光に包まれ、空を見上げれば、一台の幌車がゆっくりと地上に降りてくるところで、繍帳の車内には一人の美女が乗っていた。郭子儀は美女に向かってお辞儀をしお祈りをして言った。「本日は七月七日ですから、きっと天の織女（織姫）が地上に降りられたのでしょう。しからばどうか私が長寿と富貴とを得られますように」と。
すると女は微笑んで、「大いに富み大いに出世するでしょう。それに長生きもできます」と言った。話し終えると、またゆっくりと天へ昇ってゆき、その間ずっと子儀を見つめ、しばらくしてようやく見えなくなった。こののち子儀は功遂げ立身し、威名赫々たる存在となった。
この話を聞いて全軍みな、且つは祝い、且つは喜んだ。その後、子儀は位人臣を極め、太尉・尚書令・尚父に任じられ、九十の齢を全うして薨じた。
また郭子儀の「富貴」と「長寿」とについて、新書・本伝によると、「（郭子儀の邸宅の宏壮なること）、「親仁里（長安の坊里の一）の4分の1を占め、敷地の中に長い路地が通っており、常日頃三千もの家人が出入りしていたが、あまりに広大すぎて子儀がどの建物にいるか、知らない者さえ大勢いた。
かねてより賜った良田・美器・名園・甲館の類は数え切れず。代宗は彼の「名（諱）」を口にせず、常に「大臣」と呼んだ。身をもって天下の安危に尽すこと二十年、その間に中書令考二十四編を校した。
8人の子息と7人の婿は、全員朝廷において貴顕となった。内孫外孫は合わせて数十人にも達し、全員の顔と名前とを憶え切れず、挨拶にきたときには、ただ『よしよし』と頷くだけだった。
（彼の人生を省みるとき）富み栄え長寿を全うするについても、運不運の巡り合せについても、およそ人として生くる限りにおいて、何の欠けるところがあったろうか」と評されている。

郭子儀はいつも妾を側に侍らせていたという。しかし、ある時醜い顔の大臣が郭子儀を訪問したときは妾を退けて対面した。
ある人が不思議に思って尋ねると郭子儀は「妾が大臣の醜い顔を笑えば、恨みを買うことになる。そうなればわが家は危うくなるだろう」と答えた。

## 日本に伝わる郭子儀を題材にした芸術作品
- 円山応挙「郭子儀図襖絵」 天明8年（1788年） 兵庫県香美町・高野山真言宗亀居山大乗寺所蔵。重要文化財
- 円山応挙「郭子儀祝賀図」（1775年）　三井文庫所蔵
- 野村芥堂「郭子儀」明治32年（1899年）　京都市立芸術大学所蔵
- 田村宗立「郭子儀像」安政5年（1858年）　京都市立芸術大学所蔵
- 八重樫豊澤「南極寿星・郭子儀」　岩手県立博物館所蔵
- 高村光雲「郭子儀」 講談社野間記念館所蔵
- 鼎春嶽「郭子儀図」　東京国立博物館所蔵
- 柴田是真「郭子儀図」妙心寺塔頭 大雄院客殿（京都府指定文化財）障壁画